# Psila freyi
Psila freyi är en tvåvingeart som beskrevs av Shatalkin 2000. Psila freyi ingår i släktet Psila och familjen rotflugor.
Artens utbredningsområde är Myanmar. Inga underarter finns listade i Catalogue of Life.